# 名鉄ク2070形電車
名鉄ク2070形電車（めいてつク2070がたでんしゃ）は、かつて名古屋鉄道で運用された電車（制御車）である。
戦争の激化により、名鉄は輸送量増大に対応すべく車両増備が必要となり、旧式車輌の購入を考えた。1940年（昭和15年）、名鉄は鉄道省から旧式車輌のホユニ5070の払い下げを受け、自社の鳴海工場で車体補強など改造。1941年（昭和16年）、サ2070形（2071）として運用を開始する。改造は車体は補強程度としたため、外観はホユニ5070ほぼそのままであった。1942年（昭和17年）に付随車に改造されク2070形（2071）となる。
1963年（昭和38年）廃車。